# الجرف (يريم)

تعديل مصدري - تعديل

الجرف هي إحدى قرى عزلة بني منبة بمديرية يريم التابعة لمحافظة إب، بلغ تعداد سكانها 256 نسمة حسب تعداد اليمن لعام 2004.